# Going to Hell
Albums de The Pretty Reckless
Hit Me Like a Man
(2012) Who You Selling For
(2016)
Singles
1. Going to Hell
Sortie : 24 septembre 2013
2. Heaven Knows
Sortie : 19 novembre 2013

Going to Hell est le deuxième album studio du groupe américain de rock alternatif The Pretty Reckless sorti le 12 mars 2014 par le label Razor & Tie.
Après la tournée The Medecine Tour, le groupe se consacra à l'écriture et l'enregistrement de leur second album, Going To Hell, dont la sortie était prévue en 2013 ; cependant, la tragique dévastation de leur studio Water Music Studios à Hoboken  par l'ouragan Sandy la repoussa. C'est après cet événement que la chanteuse du groupe, Taylor Momsen, écrivit la chanson éponyme au nom de l'album, faisant référence au désastre.
« Nous n'avions plus d'amplis, plus de guitares et plus de chansons, un vrai carnage ! Il y avait de l'eau partout dans le studio, c'était le chaos total. [...] L'ouragan Sandy n'a été que le point de départ d'une interminable descente aux enfers, d'où le titre de l'album. », confiera-t-elle par la suite au magazine musical français My Rock.

## Thèmes et composition
L’album est sorti le 12 mars 2014 et se positionna cinquième du Billboard 200, avec plus de 35 000 exemplaires vendus la première semaine. La pochette, où l'on voit Taylor Momsen nue, de dos, arborant la croix religieuse détournée, a fait polémique.
The Pretty Reckless a marqué l'histoire de la musique américaine avec cet album en devenant le premier groupe mené par une femme à atteindre les premières places de classement musical rock avec deux chansons, Messed Up World et Heaven Knows.

Le single Going To Hell sortit le 24 septembre 2013, rapidement suivit de son clip, publié le 15 octobre 2013. Cette vidéo contient des scènes sombres sur le thème des péchés, mêlant de très nombreuses métaphores, autant lyriquement que visuellement. On y découvre par exemple la chanteuse en Lilith possédée, allongée sur des corps nus entassés, ainsi que les musiciens atteints d'une folie destructrice. Le clip nécessita la présence de plusieurs strip-teaseuses.
Le 19 novembre 2013 sort aux États-Unis le single Heaven Knows (et début 2014 pour le reste du monde). Le clip est révélé le 13 février 2014, choquant la morale intégriste religieuse américaine, Taylor dévoilant à des enfants son corps nu arborant le symbole de l'album, une croix chrétienne détournée en queue fourchue du Diable. Cette chanson demandant l'interaction du public en live, afin de remplacer les chœurs d'enfants, est rapidement devenu populaire. Heaven Knows, comparable à Wish You Were Here de Pink Floyd, est un morceau qui exhorte à l'insoumission, la rébellion tout en dénonçant l'aliénation du système et de la religion, avec par exemple le vers "Now you're on your knees with head hung low" ("Maintenant tu es à genoux, tête baissée") rappelant la prière et la façon dont elle rend esclave. Le single est devenu n°1 des charts rock.
La chanson Follow me Down, à connotation sexuelle et d'un genre heavy metal, qui débute l'album, est introduite par la voix de Jenna Haze, une actrice pornographique américaine particulièrement reconnue et grande amie de la chanteuse de The Pretty Reckless, qui simule un orgasme.
Le clip de la chanson House on a Hill est dévoilé le 18 novembre 2014, et mêle de nombreuses vidéos d'archives historiques (principalement datées de la seconde guerre mondiale) pour imager les paroles traitant de la guerre, de l'horreur humaine et de l'innocence encore intacte des enfants, qu'il faut préserver. Le vers "It's better to burn out than to fade away" est par ailleurs une référence à la lettre de suicide de Kurt Cobain, et donc également à une chanson de Neil Young, "Rust Never Sleep", déclarant "Mieux vaut brûler d'un coup que de s'effacer".
Sweet Things, le morceau le plus hard rock de l'album, est l'un des plus sombre au niveau de sa thématique, traite de la relation entre un homme et une jeune fille ainsi que de l'hypersexualisation des femmes. L'homme utilise la jeune femme (l'incitant à "se maquiller comme une Drag Queen"), et elle obéit tant qu'elle obtient ce qu'elle souhaite en contre-partie. La chanteuse du groupe montre notamment l'étendue de ses capacités vocales en hurlant une phrase au milieu de la chanson, à la manière des chanteurs de metalcore, pratiquant souvent le "scream",.
Le 22 avril 2014, c'est la version censurée de Fucked Up World, Messed Up World, qui fut dévoilée. Son clip, tourné à Miami, est sorti le 17 juin 2014. Jenna Haze y apparaît, tenant les pancartes des paroles, référence au célèbre clip de Bob Dylan Don't Look Back. On note aussi la présence d’Alie Jo Kvitek, l’assistante du groupe et meilleure amie de la chanteuse, qui, habillée en hippie des années 60, chante à quel point le monde est mauvais et perverti, sur la plage avec les autres membres du groupe. Le clip étant une vidéo ironique et satirique des clips pop dans lesquels les "artistes" exposent leur argent, The Pretty Reckless s'y affiche à bord d'une Mustang, ou encore image le refrain "It's a fucked up world, what do you get ? Sex and love and guns, light a cigarette...." ("C'est un monde de merde, qu'est-ce que tu obtiens ? Du sexe, de l'amour et des flingues, allume une cigarette...") par un couple de femmes faisant l'amour sur la plage au milieu de billets et d'armes à feu. Au début de la chanson, on note une référence méprisante au tube planétaire de la chanteuse de RnB Rihanna, Diamonds. , Après Heaven Knows, c'est cette chanson en version censurée qui atteint le haut du classement rock américain. En une semaine, elle a engrangé 2,53 millions d'audiences et a été diffusé sur de nombreuses radios, allant jusqu'à conquérir celles de pop musique,.
Le morceau Why'd You Bring a Shotgun to the Party, au rythme très saccadé par des bruits d'explosions et de tirs, parle des fusillades dans les lycées, des adolescents qui s'arment et commettent de nombreux massacres aux États-Unis, en grande partie à cause du fait que l'État autorise la vente d'armes à feu. Taylor Momsen s'est à ce sujet exprimée : "C'est horrible et personne n'en parle - je veux dire, personne n'en parle franchement. Donc on va en parler et on va le chanter franchement. [...] Parler de sujets pareils, c'est le truc du rock'n'roll, qui représente la liberté, parce qu'il est fait pour se rebeller. Le rock change la vision des gens, les aide à penser différemment. Peu de musiques font cela."
La ballade Waiting for a Friend démontre avec évidence l'influence qu'a eue la musique folk de Bob Dylan sur les groupes de rock américains à travers les âges.

## Liste des chansons
| No  | Titre                                  | Auteur               | Durée |
| --- | -------------------------------------- | -------------------- | ----- |
| 1.  | Follow Me Down                         | Taylor Momsen        | 4:40  |
| 2.  | Going to Hell                          | Momsen, Ben Phillips | 4:36  |
| 3.  | Heaven Knows                           | Momsen, Phillips     | 3:44  |
| 4.  | House on a Hill                        | Momsen, Phillips     | 4:39  |
| 5.  | Sweet Things                           | Momsen, Phillips     | 5:04  |
| 6.  | Dear Sister                            | Momsen               | 0:56  |
| 7.  | Absolution                             | Momsen, Phillips     | 4:34  |
| 8.  | Blame Me                               | Momsen               | 4:27  |
| 9.  | Burn                                   | Momsen               | 1:48  |
| 10. | Why’d You Bring a Shotgun to the Party | Momsen, Phillips     | 3:20  |
| 11. | Fucked Up World                        | Momsen, Phillips     | 4:16  |
| 12. | Waiting for a Friend                   | Momsen               | 3:12  |

## Certifications
| Pays                  | Certification |
| --------------------- | ------------- |
| Canada (Music Canada) | Or            |
| Royaume-Uni (BPI)     | Argent        |